# U.S. Agency for Global Media
U.S. Agency for Global Media (USAGM), tidigare Broadcasting Board of Governors (BBG), är en amerikansk federal myndighet vars syfte är att övervaka spridning av propaganda i favör för USA. De äger radiostationerna Middle East Broadcast Networks, Radio Free Asia, Radio Free Europe/Radio Liberty, Radio y Televisión Martí och Voice of America som är för ändamålet att sprida sånt i de berörda regionerna som radiostationerna är tillgängliga i. I styrelsen sitter det totalt nio ledamöter, åtta som är utnämnda av USA:s president och den nionde är USA:s utrikesminister.
Myndigheten härrör från 1994 när USA:s kongress drev igenom lagen United States International Broadcasting Act som sade att en nämnd skulle inrättas för att övervaka att frihet och demokrati förmedlades och proklamerades till resten av världen. Nämnden hamnade under myndigheten United States Information Agency (USIA) och fick namnet Broadcasting Board of Governors (BBG). Fem år senare drev USA:s kongress igenom en annan lag, Foreign Affairs Reform and Restructuring Act of 1998, där den sade att BBG skulle omvandlas till en självständig myndighet och att USIA skulle samtidigt avvecklas i syfte för att ha den som grund till den nya myndigheten. Den 1 oktober blev det officiellt. Den 22 augusti 2018 meddelade BBG att den skulle byta namn till det nuvarande.